# Tham
Tham är en månghövdad svensk adelsätt ursprungligen från Sachsen. Ättens äldste kände stamfader är rådmannen i Wurzen, Silvester Tham (död 1588), som var farfars far till Volrath Tham (1629–1700). Denne var född i det närbelägna Landsberg och bedrev affärsverksamhet i Lübeck, varifrån han 1658 utvandrade till Göteborg, där han blev rådman.
Ätten adlades 24 augusti 1716 av Karl XII och introducerades på Sveriges Riddarhus 1719 som adlig släkt nummer 1508. Ur ätten är utgrenad den friherrliga släkten Tamm.

## Några medlemmar av släkten Tham
- Vollrath Tham den äldre (1629–1700), handlande och rådman
- Sebastian Tham (1666–1729)
- Vollrath Tham den yngre (1687–1737)
- Gustaf Tham (ostindiefarare) (1724–1781), superkargör, kapten och direktör vid Svenska Ostindiska Companiet
- Pehr Tham (1737–1820), hovintendent
- Pehr Sebastian Tham (1793–1875), militär och godsägare, kusinbarn till Pehr Tham
- Wilhelm Tham (historiker och geograf), (1812–1873)
- Vollrath Tham (1847–1909), brukspatron och riksdagsman
- Wilhelm Tham (industriman) (1839–1911)
- Volrath Tham (1867–1946), företagsledare och riksdagsman
- Gustaf Tham (företagsledare) (1875–1953), ingenjör och företagsledare
- Percy Tham (ingenjör) (1906–1980)
- Carl Tham (född 1939), politiker, samhällsdebattör och minister
- Kerstin Tham (född 1956), universitetsrektori arbetsterapi,prorektor
- Bolle Tham (född 1970), arkitekt